# Großenbreden
Großenbreden ist ein Ortsteil der Stadt Marienmünster im Kreis Höxter, Nordrhein-Westfalen. 
In Großenbreden leben heute 100 Einwohner. Der landwirtschaftlich geprägte Ort hat eine dörfliche Atmosphäre. Die denkmalgeschützte Kapelle mit zwei alten Linden davor wurde 1747 erbaut und dem heiligen Jakobus geweiht. Im Jahre 2009 wurde das grüne Dorf, wie es wegen seines starken Baumbestandes genannt wird, zum Dorf der Zukunft des Kreises Höxter gekürt.

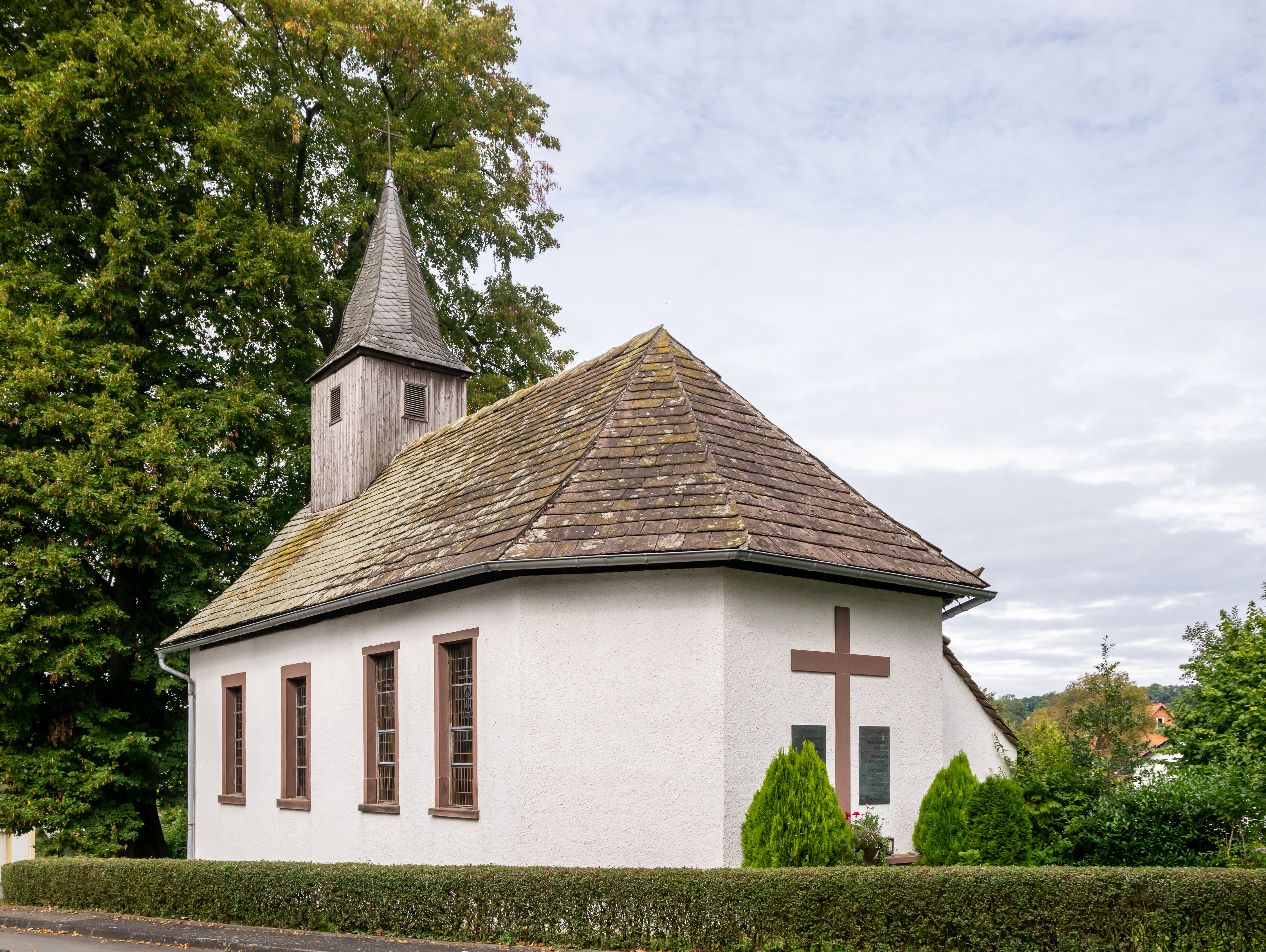
Kapelle Großenbreden

## Geschichte
Zwischen der Oldenburg und Vörden, dem Münsterholze, dem Hungerberg und Löwendorf lag bis in die erste Hälfte des 16. Jahrhunderts ein größerer Ort, der Wendedhen (1188), Winethe (1203), Winethen (1240), Wenethen (1241), Wenden (1430) hieß. Der Zehnt war an die Abtei Marienmünster zu entrichten.
In den Registern des Klosters Corvey wird der Ort bereits 980 unter dem Namen Wynithun erwähnt. Im 16. Jahrhundert sind aus Wenden die drei Dörfer Großenbreden (Wendenbreden 1541, Wendelbreden 1650, Großenwendelbreden 1793); Kleinenbreden (Lütkenbreden 1650, Lükewendelbreden 1793) und Papenhöfen (früher die Höfe zu Wenden 1545) entstanden. Die zu Papenhöfen gehörenden Bauerschaft Bönekenberg kommt ab 1430 als Ortsverzeichnung vor. Diese Ansiedlung ist im 16. Jahrhundert anstelle des untergegangenen Dorfes Mechtestorpe (1138) oder Mestorp (1339) entstanden, wo im 9. Jahrhundert und 10. Jahrhundert das Stift Corvey schon begütert war.
Großenbreden gehörte bis zu den Napoleonischen Kriegen zum Amt Steinheim im Hochstift Paderborn. Im Königreich Westphalen bildete Großenbreden von 1807 bis 1813 eine Gemeinde im Kanton Vörden des Distrikts Höxter im Departement der Fulda und fiel dann an Preußen. 1816 kam Großenbreden zum neuen Kreis Höxter, in dem die Gemeinde zum Amt Vörden gehörte.
Großenbreden wurde durch das Gesetz zur Neugliederung des Kreises Höxter vom 2. Dezember 1969 am 1. Januar 1970 mit den anderen zwölf Gemeinden des Amtes Vörden zur Stadt Marienmünster zusammengeschlossen.

## Politik
Ortsvorsteher von Großenbreden ist derzeit Hermann Neumann.